# Miłość przychodzi łagodnie
Miłość przychodzi łagodnie (Love Comes Softly) – powieść kanadyjskiej pisarki Janette Oke. 
Akcja rozgrywa się na bezdrożach XIX-wiecznej Ameryki. Jest to historia młodej dziewczyny, której życie zmienia się drastycznie, gdy wkrótce po ślubie, zostaje osamotnioną wdową na bezkresnej prerii. Wtedy, z niezwykłą propozycją, zwraca się do niej samotny ojciec z sąsiedztwa.

## Ekranizacja
Książka została sfilmowana przez Michaela Landona juniora w roku 2003, a główne role zagrali Katherine Heigl, Dale Midkiff oraz Skye McCole Bartusiak. W Polsce, film wyświetlany jest pod tytułem Miłość przychodzi powoli. 
W kolejnych latach powstawały jego sequele, również oparte na książkach Oke :
- Obietnica miłości (Love's Enduring Promise, 2004)
- Miłość, droga bez kresu (Love's Long Journey, 2005)
- Miłości wieczna radość (Love's Abiding Joy, 2006)
- Miłość trwa wiecznie (Love's Unending Legacy, 2007)
- Miłość, to spełnione marzenie (Love's Unfolding Dream, 2007)
- Love Takes Wing, 2009
- Love Finds a Home, 2009